# Prolita barnesiella
Prolita barnesiella är en fjärilsart som beskrevs av August Busck 1903. Prolita barnesiella ingår i släktet Prolita och familjen stävmalar. Inga underarter finns listade i Catalogue of Life.